# Ernie Brinton
Ernest James Brinton (26 tháng 5 năm 1908 – 17 tháng 9 năm 1981) là một cầu thủ bóng đá người Anh thi đấu ở vị trí trung vệ. Ông có hơn 330 lần ra sân tại Football League trong những năm trước và sau Thế chiến thứ hai.

## Sự nghiệp
Brinton thi đấu cho Bristol City.

## Danh hiệu
với Newport County
- Vô địch Football League Third Division South: 1938–39